# Michael Hatzius

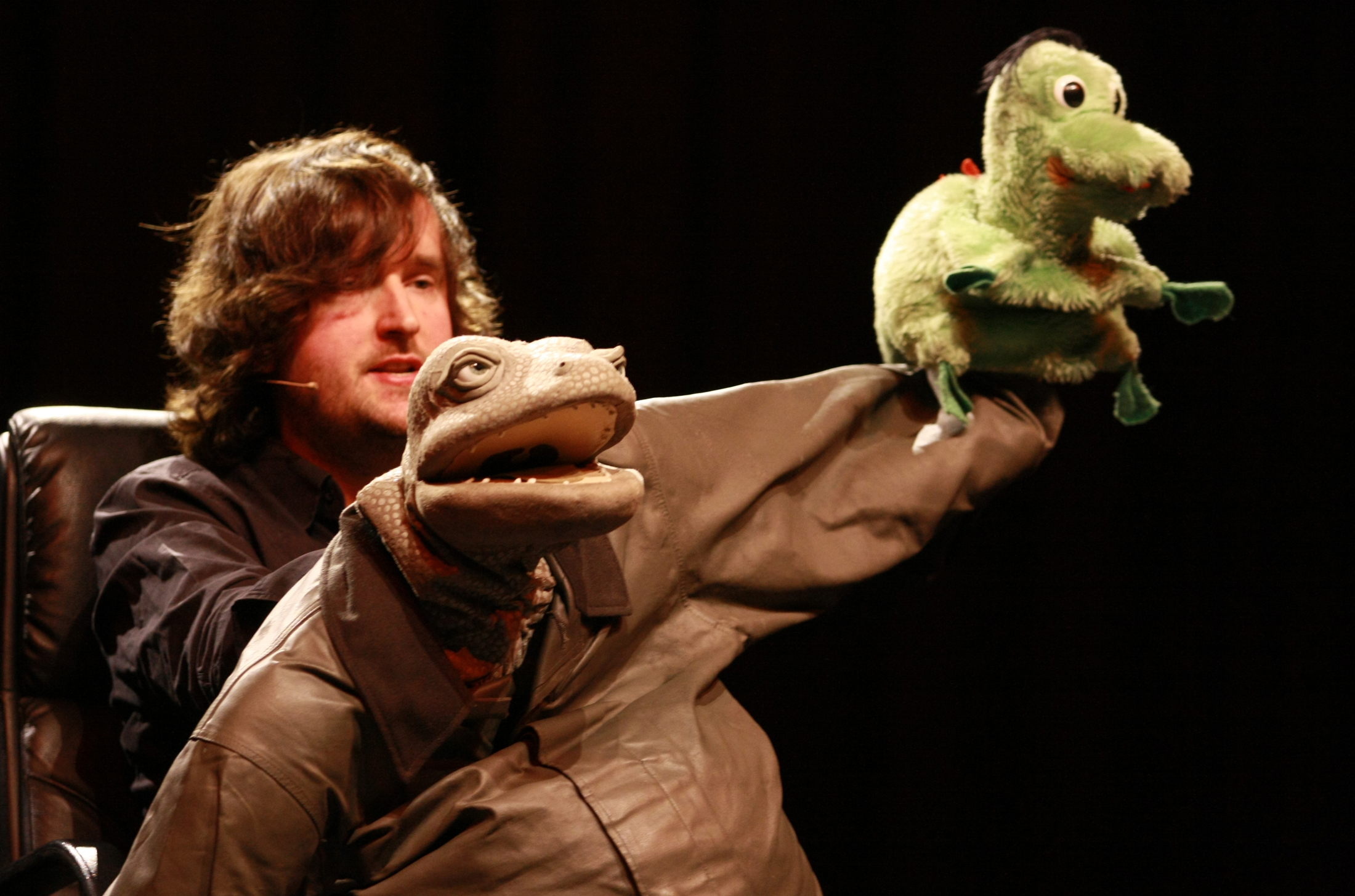
Michael Hatzius mit der Echse und dem kleinen Krokodil (Jan. 2012, Freiburger Kulturbörse)

Michael Hatzius (* 2. Juni 1982 in Ost-Berlin) ist ein deutscher Puppenspieler und Schauspieler, der mit der Figur Die Echse bekannt wurde.

## Leben
Michael Hatzius studierte an der Hochschule für Schauspielkunst „Ernst Busch“ Berlin, an der er 2006 mit dem Diplom als Puppenspieler / darstellender Künstler abschloss. Als Jugendlicher hatte er zuvor in der Jugendtheatergruppe Helle Weiten im Weiten Theater für Puppen und Menschen in Berlin mitgewirkt. Während des Studiums gründete er mit seiner Kommilitonin Dorothee Carls die freie Gruppe Theater Urknall, die mit eigenen Produktionen im In- und Ausland gastiert.
Seit Ende des Studiums spielte Hatzius vorwiegend als Gast an verschiedenen deutschen Theaterhäusern, unter anderem am Staatstheater Hannover, Theater an der Parkaue, Theater Waidspeicher Erfurt, Deutschen Nationaltheater Weimar, Theater Oberhausen, Staatstheater Darmstadt und dem Puppentheater Magdeburg. Im Jahr 2010 gab er mit Herrn Birnbaums Bürgschaft, einem Balladenprogramm, am Theater Junge Generation in Dresden sein Regiedebüt.
Hatzius arbeitete auch als Puppenspieler für diverse Fernseh- und Werbeproduktionen. An der Seite des Kölner Comedians und Puppenspielers Martin Reinl spielte er zum Beispiel in den ersten beiden Staffeln die Rolle des Peb in Peb und Pebber, das auf Super RTL ausgestrahlt wurde. Zudem entwickelt und spielt er bis heute in Theaterstücken und Produktionen in wechselnden freien Konstellationen.

## Die Echse
Mit seiner überlebensgroßen Puppe Die Echse und anderen Figuren tritt er seit einigen Jahren im Comedybereich auf und wurde dafür mehrfach ausgezeichnet. Im Mai 2011 feierte seine erste Soloshow „Die Echse und Freunde – das volle Programm“ im Quatsch Comedy Club Berlin Premiere, es folgte eine vierjährige Tournee durch Deutschland, Österreich, die Schweiz, Liechtenstein und Luxemburg. Mittlerweile bildet der Bereich Comedy und Kabarett mit Puppen für Bühne und TV das Zentrum von Hatzius' künstlerischer Arbeit.
Im September 2015 fand die Premiere der zweiten Soloshow von Michael Hatzius im Kabarett Theater Die Wühlmäuse in Berlin statt. Die Show trägt den Titel „Echstasy“. Neben der Echse treten auch hier weitere Figuren auf, z. B. ein schüchternes Huhn, eine cholerische Zecke oder eine Möhre vom Sicherheitsdienst. Mit dem Programm war er dreieinhalb Jahre auf Tournee im deutschsprachigen Raum.
Im Januar 2019 fand die Premiere des Programms „Echsoterik“ statt und es folgte eine mehrjährige Tournee. Die dritte Soloshow von Michael Hatzius stellt die Echse als Guru in den Mittelpunkt, welcher gekommen sei, die Menschen zu heilen und ihnen Orientierung zu geben. Die Echse bietet zum Beispiel an, sich von ihr die Tarotkarten legen zu lassen. Hatzius gestaltete dafür in Zusammenarbeit mit dem Hallenser Künstler Robert Voss spezielle Tarotkarten, auf denen seine Puppenfiguren in vieldeutigen Motiven erscheinen. Neu im Ensemble der Nebenfiguren sind u. a. die Schweine Steffi und Torsten, die sich auf der Bühne verbal demontieren. Hatzius vertieft in seinem neuesten Programm nicht nur die psychologische Vielschichtigkeit seiner Figuren, sondern erweitert ein weiteres Mal auch den improvisativen Anteil, durch häufige Einbindung des Publikums in das Geschehen der Show.
Im Oktober 2020 persiflierte er mit der Echse und Quietscheentchen die COVID-19-Pandemie in Deutschland.
Michael Hatzius hat mit der Produktionsfirma Endemol seine eigene Fernsehshow „Weltall.Echse.Mensch.“ entwickelt, die 2014 im rbb Fernsehen ausgestrahlt und für den Grimme-Preis nominiert wurde. Die zweite Staffel wurde 2015 in der ARD ausgestrahlt. In der zweiten Staffel „Weltall.Echse.Mensch.“ lädt die Echse sich und einen Prominenten in die Wohnung von Privatmenschen ein, die gleichzeitig als Interviewpartner und Publikum fungieren. Einspieler mit der Echse in Alltagssituationen oder szenische Einspieler runden die Sendung ab. In den szenischen MAZen spielen zum Teil prominente TV-Darsteller, wie die Schauspielerin Meret Becker oder Komiker Olli Dittrich, an der Seite von Michael Hatzius.
Nach einigen Gastauftritten in den Mitternachtsspitzen des WDR gehören er und seine Puppen mit Beginn des Jahres 2021 zum neuen Ensemble dieser am längsten existierenden Kabarettsendung im deutschsprachigen Fernsehen.
2025 feierte seine vierte Soloshow "ECHSKLUSIV" Premiere in Berlin, mit der er seitdem im deutschsprachigen Raum auf Tournee ist. Neben der Echse treten das aus den WDR Mitternachtsspitzen bekannte Schweinepaar Steffi und Torsten auf und thematisieren die Mechanismen toxischer Beziehungen. Die Möhre vom Sicherheitsdienst sorgt für Ordnung im Raum, und das Huhn versucht sich hinter dem Rücken der Echse als Comedian. Neu im Ensemble ist ein wokes Einhorn, das sich mit der Zecke anlegt, und vergeblich auf die Einhaltung genderneutraler Sprache pocht. Hatzius erweitert abermals den interaktiven Anteil im Programm. Die Echse beantwortet u. a. Fragen aus dem Publikum, fertigt eine Portraitzeichnung eines Besuchers an, und spielt mit Enten aktuelle gesellschaftliche Ereignisse, sowie das Leben eines Zuschauers durch. 

## Auszeichnungen

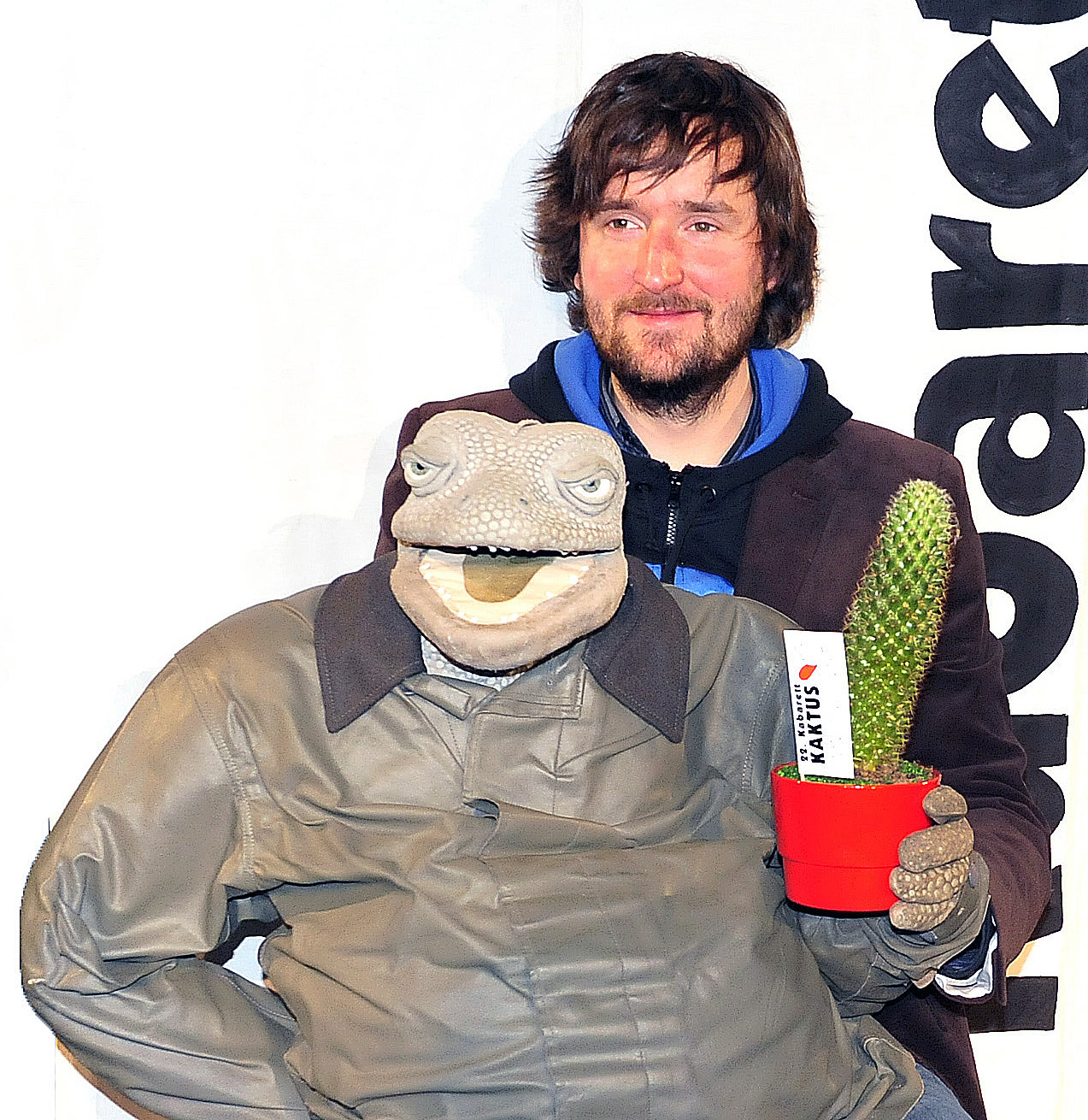
Michael Hatzius, Sieger beim Kabarett Kaktus 2010

- 2010: „Förderpreis für besonders innovative Aufführungen“ im Rahmen des 34. Internationalen Comedy Arts Festival Moers
- 2010: Gewinner des Kabarett Kaktus
- 2012: Gewinner des Jurypreises Prix Pantheon
- 2012: Gewinner des Jury- und Publikumspreises Das große Kleinkunstfestival der Wühlmäuse
- 2012: Gewinner des Kleinkunstpreises der Stadt Koblenz
- 2013: Gewinner Deutscher Kleinkunstpreis
- 2013: Gewinner Jury- und Publikumspreis Stuttgarter Besen
- 2013: Berliner Kabarettpreis der EDDI[2]
- 2014: „Weltall.Echse.Mensch.“ nominiert für den Grimme-Preis
- 2015: nominiert für die Goldene Henne als „Aufsteiger des Jahres“
- 2022: Leipziger Löwenzahn[3]

## Diskografie

### DVDs
- 2012: Die Echse & Freunde – das volle Programm
- 2016: Echstasy